# Oude watertoren (Tiel)
De oude watertoren in de Nederlandse gemeente Tiel stond aan de Echteldsedijk. 
De watertoren is vanaf 1889 binnen enkele jaren gebouwd in opdracht van de Utrechtse Waterleiding Maatschappij (UWM) nadat die firma een concessie in Tiel had verkregen. Het was de eerste watertoren die ze in de regio liet bouwen. De toren had een reservoir van 300 m³ dat zich op een hoogte van circa 20 meter bevond. 
Tijdens de Tweede Wereldoorlog raakten vele bouwwerken in Tiel beschadigd of verwoest. De watertoren onderging ditzelfde lot, onder meer het bovenste gedeelte van de toren inclusief het reservoir stortte naar beneden. Na de bevrijding van Tiel wist men de toren nog provisorisch enigszins op te lappen om de drinkwatervoorziening te herstellen. Na de bouw in 1946 van de nieuwe watertoren aan de Echteldsedijk is de oude afgebroken.